# Miguel Oviedo
Miguel Oviedo (* 12. Oktober 1950 in Córdoba) ist ein ehemaliger argentinischer Fußballspieler, der mit der Nationalmannschaft seines Heimatlandes an der Fußball-Weltmeisterschaft 1978 teilnahm und dabei den Titel gewann.

## Karriere

### Vereinskarriere
Miguel Ángel Oviedo begann seine fußballerische Laufbahn im Jahre 1973 bei Instituto Atlético Central in seiner Heimatstadt Córdoba. Nach einem Jahr bei dem Verein wechselte er innerhalb Córdobas und schloss sich CA Talleres, dem damals besten Verein der zweitgrößten Stadt Argentiniens, an. Bei Talleres spielte er unter anderem zusammen mit anderen bekannten argentinischen Spielern der damaligen Zeit wie José Daniel Valencia und Luis Galván. In seinen acht Jahren bei Talleres gelang Miguel Oviedo zwar kein Titelgewinn, mit einem zweiten (1977) und einem dritten Platz (1980) verpasste man den erstmaligen Gewinn der argentinischen Fußballmeisterschaft aber einige Male nur knapp. 1983 verließ Miguel Oviedo dann Talleres de Córdoba und schloss sich CA Independiente aus Avellaneda, einem industriellen Vorort von Buenos Aires, an. Gleich in seiner ersten Saison bei Independiente gewann Oviedo seine erste argentinische Meisterschaft, den Metropolitano-Wettbewerb 1983. Durch diesen Titel war Independiente für die Copa Libertadores des Jahres 1984 qualifiziert. Den Wettbewerb, den Independiente zuvor bereits sechs Mal gewonnen hatte, konnte man gewinnen. Im Finale setzte man sich dabei gegen den brasilianischen Vertreter Grêmio Porto Alegre mit 1:0 und 0:0 durch. Miguel Oviedo wurde in den Endspielen jedoch nicht eingesetzt. 1986 verließ Oviedo Independiente nach drei Jahren und nur neun Ligaspielen wieder und kehrte nach Córdoba zu CA Talleres zurück. Nach einer weiteren Spielzeit ging er nach Ingeniero Maschwitz, einer Stadt in der Provinz Buenos Aires, wo der Verein Deportivo Armenio, damals ein Erstligist, zu Hause ist. Dort spielte Miguel Oviedo von 1987 bis 1992, ehe er seine Laufbahn von 1992 bis 1993 bei CA Los Andes in Buenos Aires ausklingen ließ.

### Nationalmannschaft
Auch in der argentinischen Fußballnationalmannschaft wurde Miguel Oviedo eingesetzt. Er bestritt insgesamt 10 Länderspiele. Von Nationaltrainer César Luis Menotti wurde er ins Aufgebot für die Fußball-Weltmeisterschaft 1978 im eigenen Land berufen. Bei dem Turnier kam er jedoch nur in einem Spiel, beim skandalträchtigen 6:0 im Zwischenrundenspiel gegen Peru. Ein Tor gelang ihm in dem Spiel nicht, das die argentinische Mannschaft unter Mithilfe der Militärjunta im Lande gewonnen hatte, die die peruanische Mannschaft bestochen hatte. Durch diesen Sieg erreichte Menottis Mannschaft das Endspiel, wo man im Estadio Monumental in Buenos Aires mit 3:1 nach Verlängerung gegen die Niederlande gewann. Miguel Oviedo wurde im Endspiel allerdings nicht eingesetzt.